# Francesco Antonio Zimbalo
Francesco Antonio Zimbalo (Lecce, 1567 – Lecce, 1631) è stato un architetto italiano.
Ideatore di una tecnica decorativa di cui esempio sono i tre portali della facciata e l'altare di san Francesco da Paola della Basilica di Santa Croce (Lecce). Lo Zimbalo (da non confondersi con Giuseppe Zimbalo) è un personaggio proveniente dalla cultura eminentemente figurativa cinquecentesca; lanciò i motivi, gli stili e le decorazioni che si espliciteranno successivamente nel barocco.